# Centrale idroelettrica di Braulio
La centrale idroelettrica di Braulio è situata all'interno del Parco nazionale dello Stelvio in località Case Bruciate, in provincia di Sondrio (Lombardia).

## Caratteristiche
Si tratta di una centrale che sfrutta le acque raccolte dal canale Gavia-Forni-Braulio e sfrutta un bacino imbrifero della superficie di 108,3 km2.
La centrale è costruita totalmente in caverna per ridurre al minimo l'impatto ambientale, essendo situata all'interno del Parco nazionale dello Stelvio.
Il macchinario idraulico consiste in tre gruppi turbina/alternatore, dei quali due utilizzano una turbina Francis mentre il terzo impiega una turbina Pelton.